# 이영덕 (종교인)
이영덕(李榮德, 1811년 ~ 1839년 12월 29일)은 조선의 천주교 박해 때에 순교한 한국 천주교의 103위 성인 중에 한 사람이다. 세례명은 막달레나(Magdalena)이다.
그녀는 이인덕 마리아의 언니이다.

## 생애
이영덕은 1811년에 한양의 한 가난한 양반 집안에서 태어났다.
그녀는 행실이 점잖았고 온화한 성품을 지녔었다. 그녀는 그녀의 할머니에게서 천주교에 대해 배웠으며 그녀의 권유로 어머니 조 바르바라와 동생 이인덕과 함께 입교하였다. 그러나, 이영덕의 아버지는 천주교에 매우 적대적이었으므로, 어머니와 딸들은 그가 지방으로 여행간 동안에 세례를 받았다.
그녀가 20세가 되던 해에, 그녀의 아버지는 그녀를 한 비천주교인 남성과 혼인시키려 하였다. 그녀는 꾀병을 부리며 그 결혼을 거부했다. 그녀의 아버지는 그녀의 구실을 인정치 않았고, 그녀를 심하게 몰아붙였다. 하루는 그녀가 아버지를 이해시키기 위하여, 혈서를 써서 그에게 주었지만, 아버지는 절대 양보치 않았다. 이인덕이 27세가 되던 해에, 집을 떠나고자 앵베르 주교에게 허락을 구했지만, 주교는 그녀에게 집에 머물라고 말했다. 그러나, 수 달이 지나고, 그녀는 더 이상 참지 못해 그녀의 어머니와 동생과 함께 집을 빠져나와 친한 교우의 집에 숨어 살았다. 주교는 그들에게 집에 돌아갈 것을 부탁했지만, 당시 조선의 풍습에 부녀자의 가출은 절대로 용서 받을 수 없는 죄였으므로, 그들이 그들의 아버지에게 돌아간다는 것은 매우 위험한 일이었다. 결국 주교는 교리 선생들에게 그 일에 대한 처신을 요청하였다. 이영덕은 한양에 머무를 수 있게 되었고 가난함 속에서도 그녀는 덕행과 선행 그리고 기도에 매진하며 독실한 신앙을 지켰다. 1839년 기해년에 박해가 일어나자 그녀는 그녀의 어머니와 동생 그리고 같이 살던 이 카타리나와 함께 서로를 위로하고 격려하며 영광스러운 순교를 준비하고 있었다. 그들은 자수하기로 결심했지만 6월에 체포되었다.
이영덕은 먼저 주뢰형을 받았고, 감옥에 있는 내내 배고픔과 목마름 그리고 비위생적인 환경 등으로 고통 받았다. 그녀는 그녀의 어머니가 열병으로 숨을 거두는 것을 보았다. 그녀는 수 차례의 태형을 받으면서도 결코 신앙을 고백하는 것을 멈추지 않았다.
이영덕은 포도청과 형조에서 6개월 간의 혹독한 고문과 형벌을 견뎌내고, 1839년 12월 29일 28세의 나이로 서소문 바깥의 형장에서 여섯 명의 교우와 함께 참수되므로 순교하였다.

## 시복 · 시성
이영덕 막달레나는 1925년 7월 5일에 로마 성 베드로 광장에서 교황 비오 11세가 집전한 79위 시복식을 통해 복자 품에 올랐고, 1984년 5월 6일에 서울특별시 여의도에서 한국 천주교 창립 200주년을 기념하여 방한한 교황 요한 바오로 2세가 집전한 미사 중에 이뤄진 103위 시성식을 통해 성인 품에 올랐다.

## 참고 문헌
- 가톨릭 사전: 이영덕
- (영어) Catholic Bishop's Conference Of Korea. 103 Martryr Saints: 이영덕 막달레나 Magdalena Yi Yong-dog 보관됨 2014-11-29 - 웨이백 머신